# Les Noces de Cana (David)
Pour les articles homonymes, voir Les Noces de Cana.
Les Noces de Cana (titre complet : Les Noces de Cana, avec Jean de Sedano, son fils et son épouse) est une peinture à l'huile sur panneau de bois réalisée par le peintre flamand Gérard David. Peinte au début des années 1500, la toile fait partie de la collection du musée du Louvre.

## Description
Des détails du banquet font allusion au sacrifice pascal et à l’Eucharistie (découpe de la viande, coupe tendue). La mariée figure de face, à droite. L’orant-donateur, à gauche, est identifié (depuis 1902) avec le Jean de Sedano représenté un peu plus jeune sur le Triptyque de la famille Sedano (également conservé au Louvre), ce qui conforte l’attribution à David des Noces de Cana, proposée dès 1866-1870 (on prononça jadis les noms de Van Eyck, de Memling…). Jean de Sedano (mort en 1518), marchand castillan (Sedano est une localité voisine de Burgos) établi à Bruges, devint en 1501 membre de la confrérie brugeoise du Saint-Sang pour laquelle ce tableau a pu être peint. Au fond du tableau figure d'ailleurs une probable évocation de Bruges (les Halles). Cependant, la présence d’un Augustin (ou d’un Dominicain) suggère que le tableau a pu avoir une autre destination, même si Sedano a vraisemblablement été le commanditaire de l’œuvre.
Des copies (sans les donateurs) sont conservées à Plasencia (Espagne) et Stockholm.